# کروسن ان در لشتر
کروسن ان در لشتر (به آلمانی: Crossen an der Elster) یک شهر در آلمان است که در زاله‌هلتسلاند واقع شده‌است. کروسن ان در لشتر ۱٬۶۸۵ نفر جمعیت دارد.